# جویبار

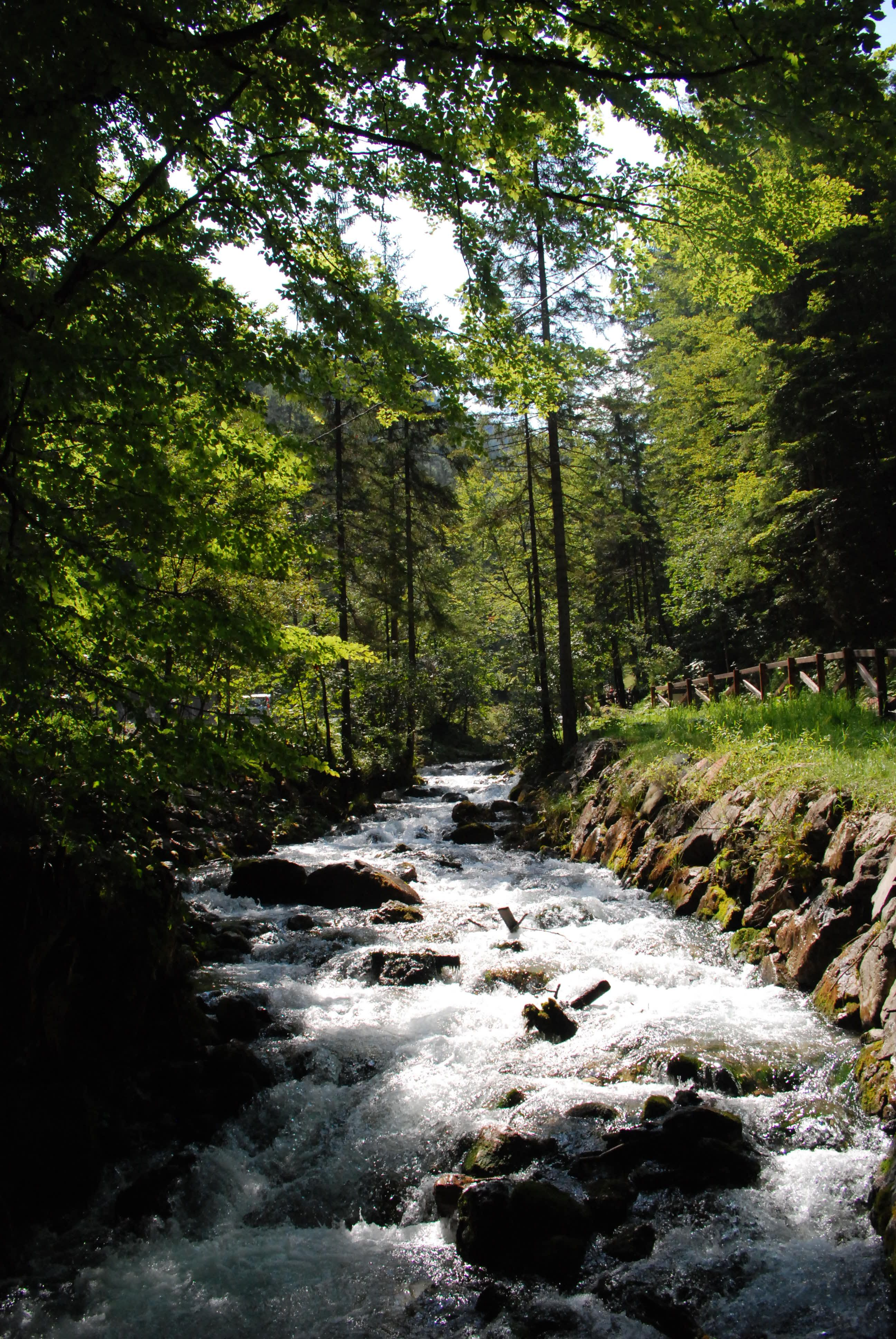
جویبار راکی، در ایتالیا

جوی بزرگی که معمولاً از به هم پیوستن جوی‌های کوچک تشکیل می‌شود، جویبار یا نهر نام دارد. واژه جویبار همچنین می‌تواند به کناره‌های یک جوی اشاره داشته باشد.
جویبارها در چرخه آب و تغذیه آب‌های زیرزمینی حائز اهمیت هستند و مجرایی برای مهاجرت و نقل مکان ماهی‌ها و دیگر حیات وحش ایجاد می‌کنند.
با توجه به مسئله انقراض هولوسین، جویبارها همچنین نقشی حیاتی در ارتباط دادن زیستگاه‌های چندپاره‌شده و نیز محافظت کردن از تنوع زیستی بازی می‌کنند.
علم مطالعه جوی‌ها و آب‌راه‌ها در حالت کلی به عنوان علم هیدرولوژی سطحی شناخته می‌شود و عنصر اصلی دانش جغرافیای محیطی است.